# Novantinoe darlingtoni
Novantinoe darlingtoni är en skalbaggsart som först beskrevs av Fisher 1942.  Novantinoe darlingtoni ingår i släktet Novantinoe och familjen långhorningar. Inga underarter finns listade i Catalogue of Life.